# 当皮埃尔苏布伊
当皮埃尔苏布伊（法語：Dampierre-sous-Bouhy，法語發音：[dɑ̃pjɛʁ su bu.i]，意为“布伊下方的当皮埃尔”）是法国涅夫勒省的一个市镇，属于卢瓦尔河畔科讷库尔区。

## 地理
当皮埃尔苏布伊（47°29'57"N, 3°8'3"E）面积26.9 平方千米，位于法国勃艮第-弗朗什-孔泰大區涅夫勒省，该省份为法国中部省份，北至约讷省，西北接卢瓦雷省，西接谢尔省，南至阿列省，东南接索恩-卢瓦尔省，东临科多尔省。
与当皮埃尔苏布伊接壤的市镇（或旧市镇、城区）包括：比特里、布伊、皮赛地区圣阿芒、锡耶、特雷尼-佩勒斯-圣科隆布。

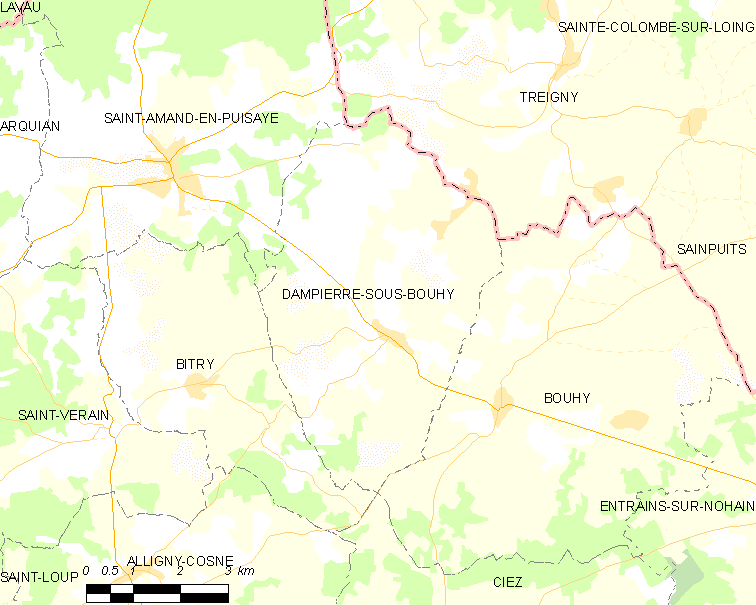
当皮埃尔苏布伊的OSM定位图

当皮埃尔苏布伊的时区为UTC+01:00、UTC+02:00（夏令时）。

## 行政
当皮埃尔苏布伊的邮政编码为58310，INSEE市镇编码为58094。

## 政治
当皮埃尔苏布伊所属的省级选区为卢瓦尔河畔普伊县。

## 人口

1962-2008年间当皮埃尔苏布伊人口变化图示

当皮埃尔苏布伊于2022年1月1日时的人口数量为456人。